# John Scott (Segler)
John Malcolm Scott (* 29. September 1934 in Mosman Park, Western Australia; † 25. Mai 1993 in Perth) war ein australischer Segler.

## Erfolge
John Scott nahm an den Olympischen Spielen 1956 in Melbourne mit Rolly Tasker in der Bootsklasse Sharpie teil. Zwar waren sie nach der letzten Wettfahrt zunächst auf dem ersten Gesamtrang klassifiziert, nach einem Protest der französischen Crew wurden die topplatzierten Australier jedoch für das letzte Rennen disqualifiziert. Die beiden Neuseeländer Jack Cropp und Peter Mander waren somit punktgleich mit Scott und Tasker, hatten aber drei der sieben Wettfahrten gewonnen, wohingegen die Australier nur zwei Siege einfahren konnten. Aufgrund der größeren Anzahl an gewonnenen Wettfahrten erhielten Mander und Cropp die Goldmedaille, während Scott und Tasker Silber erhielten.